# سانتیبانیس د لا پنیا
سانتیبانیس د لا پنیا (به اسپانیایی: Santibáñez de la Peña) یک شهرستان در اسپانیا است که در استان پالنسیا واقع شده‌است.

## خصوصیات
سانتیبانیس د لا پنیا ۱۰۳ کیلومترمربع مساحت و ۱٬۳۹۲ نفر جمعیت دارد.